# Dúbravica
Dúbravica je obec na Slovensku v okrese Banská Bystrica. Žije zde 418 obyvatel. První písemná zmínka je z roku 1400. V obci se nachází římskokatolický gotický kostel svaté Žofie s barokní střechou věže. Obec leží na břehu dvou říček – Zolná a Zolnica.